# Мозазавр
Мозазавр (Mosasaurus) — рід вимерлих плазунів підродини Мозазаврові родини Мозазаври підряду ящірок. Мало 10 видів. Мешкали під час пізньої крейди (маастрихтський ярус) — 70—65 млн років тому. Вперше рештки було знайдено у 1764 році поблизу річки Маас. Звідси походить й назва цих тварин — латиною «Mosa» значить «Маас», а «sauros» грецькою значить «ящірка».

## Опис

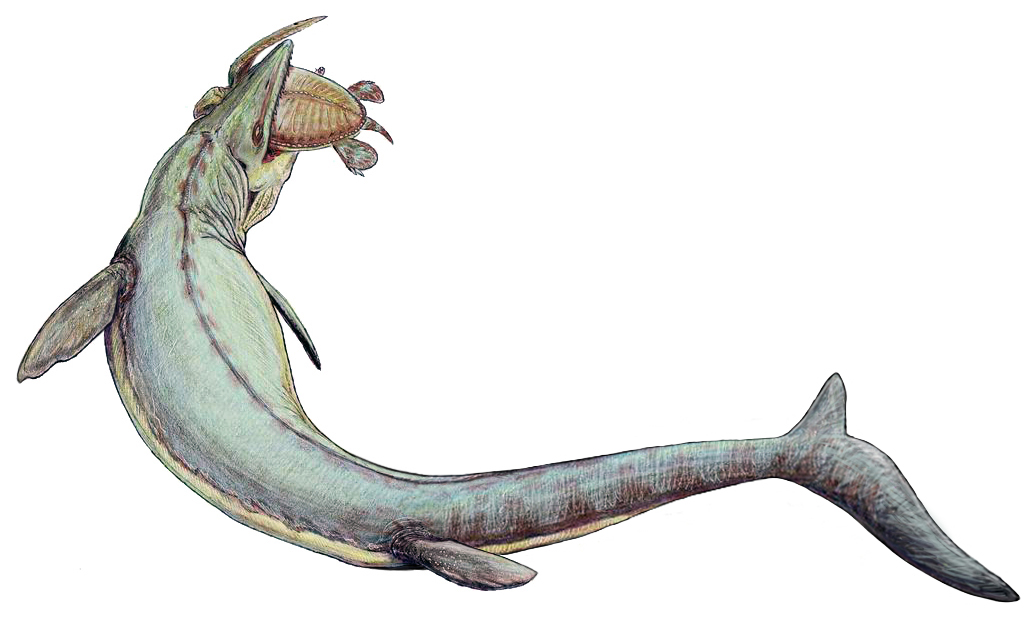
Художня реконструкція M. beaugei

Загальна довжина представників цього роду коливалася від 10 до 17,5 м. За зовнішнім виглядом були схожі на суміш риби (або кита) з крокодилом. Череп був клиноподібний, масивний, морда й паща дуже витягнуті. На кожній щелепі малося зчленування, що дозволяло розширювати пащу, засіяну гострими зубами. Тулуб був кремезний. Замість лап були незвичайні, широко розставлені ластоподібні плавці, що складалися з великої кількості фаланг. У цієї тварини був сплющений у вертикальному розрізі хвіст.

## Палеобіологія
Увесь час перебували у воді, занурюючись на значну глибину. Живилися рибою, головоногими молюсками, черепахами, амонітами.

### Рух і терморегуляція
Мозазавр пересувався у воді, використовуючи свій хвіст. Його стиль плавання, ймовірно, нагадував субкарангіформний, як у сучасної скумбрії. Подовжені кінцівки мозазавра, подібні до весел, працювали як підводні крила, допомагаючи йому маневрувати. Для контролю руху ластів служили великі м'язові прикріплення на зовнішній стороні плечової кістки, що тягнулися до променевої та ліктьової кісток, а спеціальні суглоби дозволяли більш ефективно повертати ласти. Іноді великі сили, створені при використанні ластів, могли спричиняти пошкодження кісток. Це підтверджується знахідкою клубової кістки M. hoffmannii з помітним відривом головки кістки від основної частини, що, ймовірно, сталося через часті зсувні навантаження у суглобі.
Структура тканини кісток мозазавра свідчить про те, що швидкість метаболізму у нього була набагато вищою, ніж у сучасних лускоподібних тварин, а швидкість метаболізму в стані спокою була між швидкістю метаболізму шкірястої морської черепахи та іхтіозаврів і плезіозаврів. Мозазавр, ймовірно, був ендотермічним і підтримував постійну температуру тіла незалежно від зовнішнього середовища. Хоча немає прямих доказів щодо роду, дослідження біохімії споріднених родів мозазаврів, таких як Clidastes, показують, що ендотермія, ймовірно, була присутня у всіх мозазаврів. Така риса унікальна серед лускоподібних, єдиним відомим винятком є аргентинський чорно-білий тегу, який може підтримувати часткову ендотермію. Ця адаптація дала б кілька переваг Mosasaurus, включаючи підвищену витривалість під час пошуку їжі на великих територіях і переслідування здобичі. Можливо, це також було фактором, який дозволив мозазавру процвітати в холодніших кліматичних умовах таких місць, як Антарктида.

## Поширення
Мозазаври прийшли на зміну вимерлим іхтіозаврам, стали найбільшими морськими плазунами Пізньої крейди. Викопні рештки знайдені: Європа (Голландія, Бельгія), Північна Америка (Техас, Південна Дакота, Колумбія).

## Систематика та еволюція
Як типовий рід родини Mosasauridae і підродини Mosasaurinae, мозазавр є членом ряду лускаті (Squamata) (до якого входять ящірки та змії). Спорідненість між мозазаврами та сучасними плазунами залишається спірною, оскільки вчені все ще активно сперечаються про те, хто є найближчими родичами мозазаврів — варани чи змії. Мозазавр, разом з родами мозазаврів Eremiasaurus, Plotosaurus, і Moanasaurus традиційно утворюють трибу мозазаврів (Mosasaurinae), яку називають по-різному — мозазаврини (Mosasaurini) або плотозаврини (Plotosaurini).